# Catch 22
Catch 22 (перевод с англ. — «Уловка 22») — американская ска-панк группа из East Brunswick Township, Нью-Джерси, сформированная в 1996 году вокалистом, гитаристом и автором песен Томасом Кэлноки, который в 1998 году покинул её и позже организовал группу Streetlight Manifesto.

## История
Catch 22 была сформирована гитаристом/вокалистом Томасом Кэлноки, уроженцем Чехословакии, и барабанщиком Крисом Гриром, который позвал трубача Кевина Гюнтера, работавшего в местном музыкальном магазине. Басист Джон Энлси, саксофонист Райан Элдред и тромбонист Джеймс Эган, который также был первым учителем музыки Кевина, составили оригинальный состав коллектива. В 1996 году группа самостоятельно выпустила демо-кассету Rules of the Game. Все 2000 копий кассеты были быстро распроданы. После этого группа получила несколько предложений от звукозаписывающих компаний, заинтересованных в подписании контракта. Так группа подписала контракт с чикагской Victory Records. После этого в 1998 году Catch 22 выпустила свой первый студийный альбом Keasbey Nights. После выхода альбома группу покинул Энсли, на смену которому пришел Пэт Кэлпин. Также из группы решил уйти основатель — Томас Кэлноки, выбравший продолжение учебы, а не тур в поддержку альбома.
После этой потери Пэту Кэлпину пришлось играть на гитаре, Пэт Кэйс стал басистом, а Джефф Дэвидсон — вокалистом. В 1999 году группа выпустила EP Washed UP!, после чего группу покинул еще один музыкант — Эган, а остальные отправились в тур, обкатывая обновленный вариант состава. В 2000 году группа записала второй студийный альбом Alone in a Crowd с новым тромбонистом Майком Сопрано. После этого альбома группа поехала на гастроли по всей стране, выступив на одной сцене с такими известными коллективами как Mustard Plug и Reel Big Fish.
В 2001 году группу покинули Дэвидсон и Сопрано, а группа настолько остро нуждалась в новом вокалисте, что даже повесила на своём сайте объявление о поиске музыкантов. Некоторое время спустя в коллективе появился новый тромбонист — Ян МакКензи. После бесплодных поисков вокалиста участники решили попробовать дуэт вокалистов из двух участников группы — Райана и Кевина. Результаты этих экспериментов можно услышать на альбоме Washed Up and Through the Ringer, в который музыканты собрали треки с EP 1999 года, три новые версии композиций с альбома Alone in a Crowd, концертные записи и два новых. В 2003 году группа выпустила третий полноценный альбом Dinosaur Sounds, и примерно в то же самое время Томас Кэлноки, основатель группы, собрал новую команду Streetlight Manifesto, в которую он пригласил двух бывших участников Catch 22: Джоша Энсли, Джэмми Эгана, а также Джима Конти.
В тот же год Streetlight Manifesto выпустили свой дебютный альбом Everything Goes Numb. Тексты этих альбомов обеих групп содержат в себе неприязенные послания друг к другу. Поклонниками это было расценено как неприязнь и соперничество. Со временем отношения улучшились и в своих интервью музыканты заявляли, что никаких разногласий между двумя группами нет.
В 2004 году Catch 22 выпустила концертный альбом Live на CD и DVD, который был записан годом ранее в The Downtown, Farmigdale, New York.
В 2006 году вышел четвертый альбом, Permanent Revolution, посвященный жизни и революционной деятельности Льва Троцкого.
Несколько групп, которым Catch 22 помогали в прошлом стали известными на весь мир, среди них: Sum 41, Bowling for Soup, Taking Back Sunday и другие.

## Состав

### Текущий
- Ryan Eldred — вокал (2001-настоящее время), саксофон, бэк-вокал (1996-настоящее время)
- Kevin Gunther — труба, вокал, бэк-вокал (1996-present)
- Ian McKenzie — тромбон, бэк-вокал (2001-present)
- Pat Calpin — гитара, бэк-вокал (1998-present), Bass (1998)
- Pat «Mingus» Kays — бас-гитара (1998-present)
- Chris Greer — ударные (1996-настоящее время)

### Первый состав
- Tomas Kalnoky — вокал, гитара (1996—1998)
- Jeff Davidson — вокал (1998—2001)
- Josh Ansley — бас-гитара, бэк-вокал (1996—1998)
- James Egan — тромбон, флейта, бэк-вокал (1996—1999)
- Mike Soprano — тромбон, бэк-вокал (1999—2001)

## Дискография

### Студийные альбомы
1998 — Keasbey Nights

2000 — Alone in a Crowd

2001 — Washed Up and Through the Ringer

2003 — Dinosaur Sounds

2006 — Permanent Revolution

### Концертные альбомы
2004 — Live

### EP
1996 — Rules of the Game

1999 — Washed UP!

### Синглы
2006 — Party Song

### Видеоклипы
1998 — Keasbey Nights

2000 — Point the Blame

2001 — Hard to Impress

2003 — Wine Stained Lips

2006 — Party Song

## Концерты в России
2 августа 2010, Москва, клуб «XO»